# Carmagnola
Carmagnola (en piemontès Carmagnòla; pronunciat /kaɾ.maˈɲɔ.ɫa/) és un municipi italià, situat a la regió del Piemont i a la ciutat metropolitana de Torí. L'any 2007 tenia 27.043 habitants. Limita amb els municipis de Caramagna Piemonte (CN), Carignano, Ceresole Alba (CN), Lombriasco, Poirino, Racconigi (CN), Sommariva del Bosco (CN) i Villastellone.

## Geografia
La ciutat de Carmagnola està a la riba dreta del Po, en una plana per on passa el riu abans de desviar-se cap al nord perquè es troba el pas barrat amb el pujol anomenat Superga. En el territori municipal de Carmagnola les aigües del torrent Meletta s'uneixen a les del Po. També rep aquí l'afluència del Banna i del Stellone. Aquests corrents d'aigua han determinat el tipus de terreny, ja que al llarg dels anys han anat dipositant els llims i rebles que configuren l'actual paisatge.
Aquest tipus de terreny no era apte per al conreu de cereals però sí per al conreu d'un tipus de cànem, que ha donat el seu nom al municipi. La carmagnola és una planta conreada aquí des d'antic i emprada com a fibra per fer teixits resistents. Anteriorment a la invenció de la fibra sintètica, la carmagnola era molt valorada per la marineria, que en feien veles per als vaixells i cordes. Aquest producte s'exportava a la Ligúria i a França, a través de Marsella.

## Administració
La població de Carmagnola està repartida en diversos nuclis de població i barris, en total vint-i-tres. Els més poblats són: Salsasio (amb uns 2.500 habitants), San Bernardo (2.300 h.) i San Giovanni (1.200 habitants), mentre que el menys poblat és Pochettino (uns 20 habitants).
| Període | Identitat        | Partit      |
| ------- | ---------------- | ----------- |
| 2005-   | Gian Luigi Surra | Centredreta |

## Història

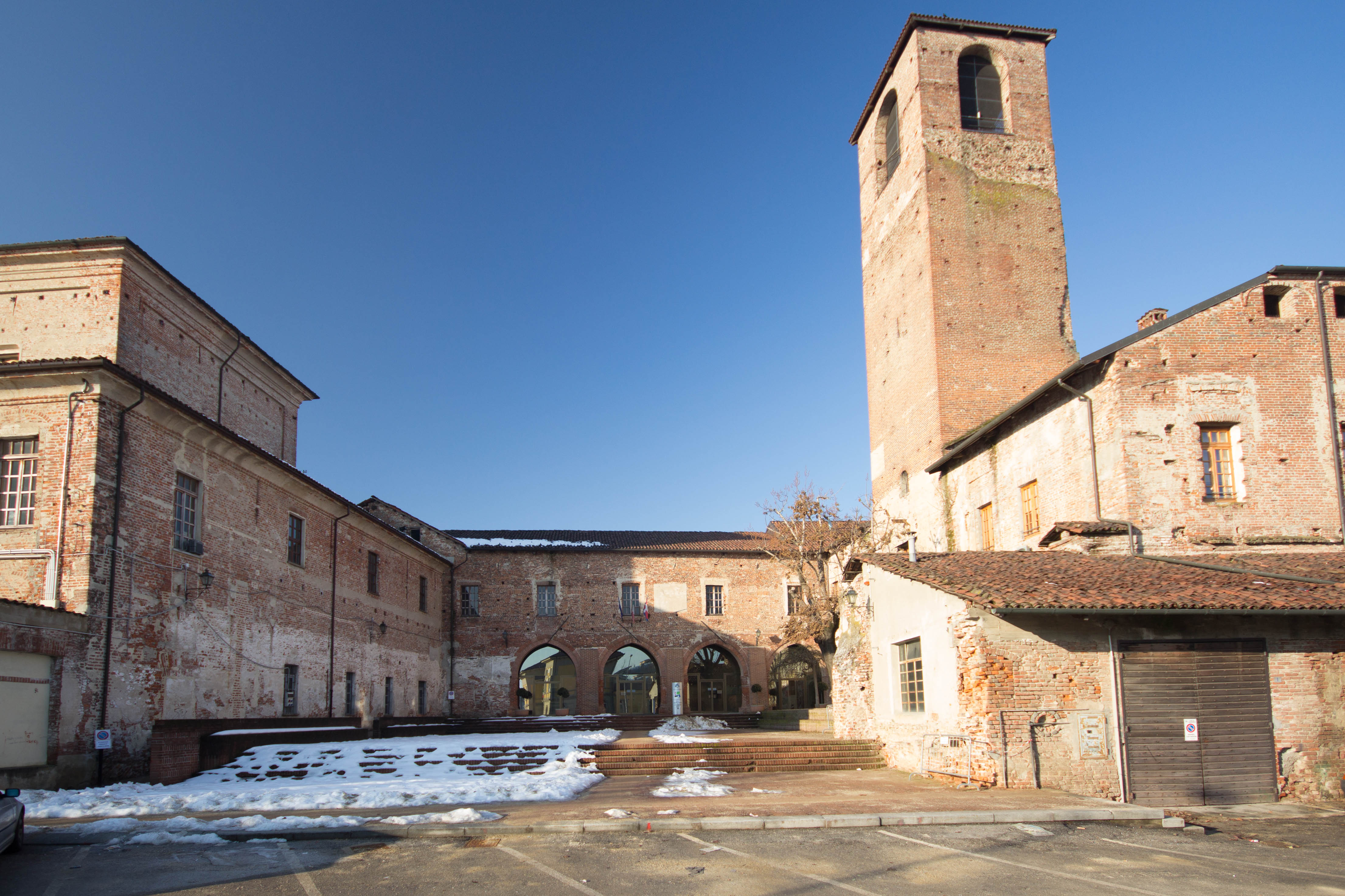
Castell de Carmagnola.

Carmagnyola apareix per primera vegada en un document en què l'abat de Nonantola feia donació a Otó i Guiu, fills d'Arduí d'Ivrea, de la senyoria de 40 castells. La primera família que va fundar la ciutat s'anomenava Aloa i, gairebé amb certesa, eren descendents d'Alineo Robaldini, vassall d'Arduí II. Carmagnola fou un feu dels marquesos de Romagnano fins al 1163 (Manfred II de Romagnano era nebot d'Arduí IV). A la mort de el darrer membre dels arduins, Adelaida de Susa (1091), el govern de la ciutat va ser dividit entre els Romagnano, comtes de Lomello (descendents de Cunibert, germà de Pietro canceller imperial d'Arduí d'Ivrea), i els marquesos del Vasto i finalment el 1200 pels marquesos de Saluzzo, de descendència aleràmica. El 1203 els representants de quatre "Hospitia Militum" van obtenir franquícia jurisdiccional, pertanyien a les famílies Gatti i Craveri (nadius de Carmagnola), a les famílies Lovencito i els Granetto (nadius de Gerbo) i els Granetto (nadius de Fogliati). Aquestes franquícies va ser després confirmades pel marquès Bonifaci II de Montferrat nomenat regente de Tomàs, fill orfe de Manfred III de Saluzzo.
El 1309 es va formar el primer consell comunal. El 1375 els membres d'aquest consell van complir la promesa del marquès Federico II de Saluzzo (1332-1396) que feia donació al rei Carles V de França, com a delfí, el castell i les terres de Carmagnola. Del 1486 al 1490 Carmagnola fou governada pel duc Carles de Savoia. A la mort de Lodovico II di Saluzzo la regència va passar a Margarida de Foix que va nomenar vicari a Francesco Cavazza. El 1542 la ciutat fou presa pel marquès del Vasto i poc després recuperada pels francesos.
El 1544 la batalla de Ceresole, amb la victòria dels francesos sobre l'exèrcit espanyol, va posar fi al Marquesat de Saluzzo. Durant els quaranta anys de govern francès que van seguir (1548-1588), es va crear un consell amb un senescal al capdavant, càrrec que va ocupar Pietro Granetto, senyor de Costigliole. El 1588 Carmagnola va passar a mans dels Savoia, quan Carles Manuel I la va prendre als francesos fent un setge. Al segle xvi, durant la guerra civil entre els partidaris de Cristina de França (madamisti) i els partidaris del príncep Tomàs de Savoia-Carignan (principisti), va tornar a ser territori francès.
Va ser en aquest període (1637-1642), quan encara non s'havien començat a patir els efectes de la pesta del 1630, que es van soterrar els tres grans burgs originaris situats a redos de la muralla, ja que perjudicava l'eficàcia de l'estructura defensiva; i es van traslladar a una milla del centre fortificat.

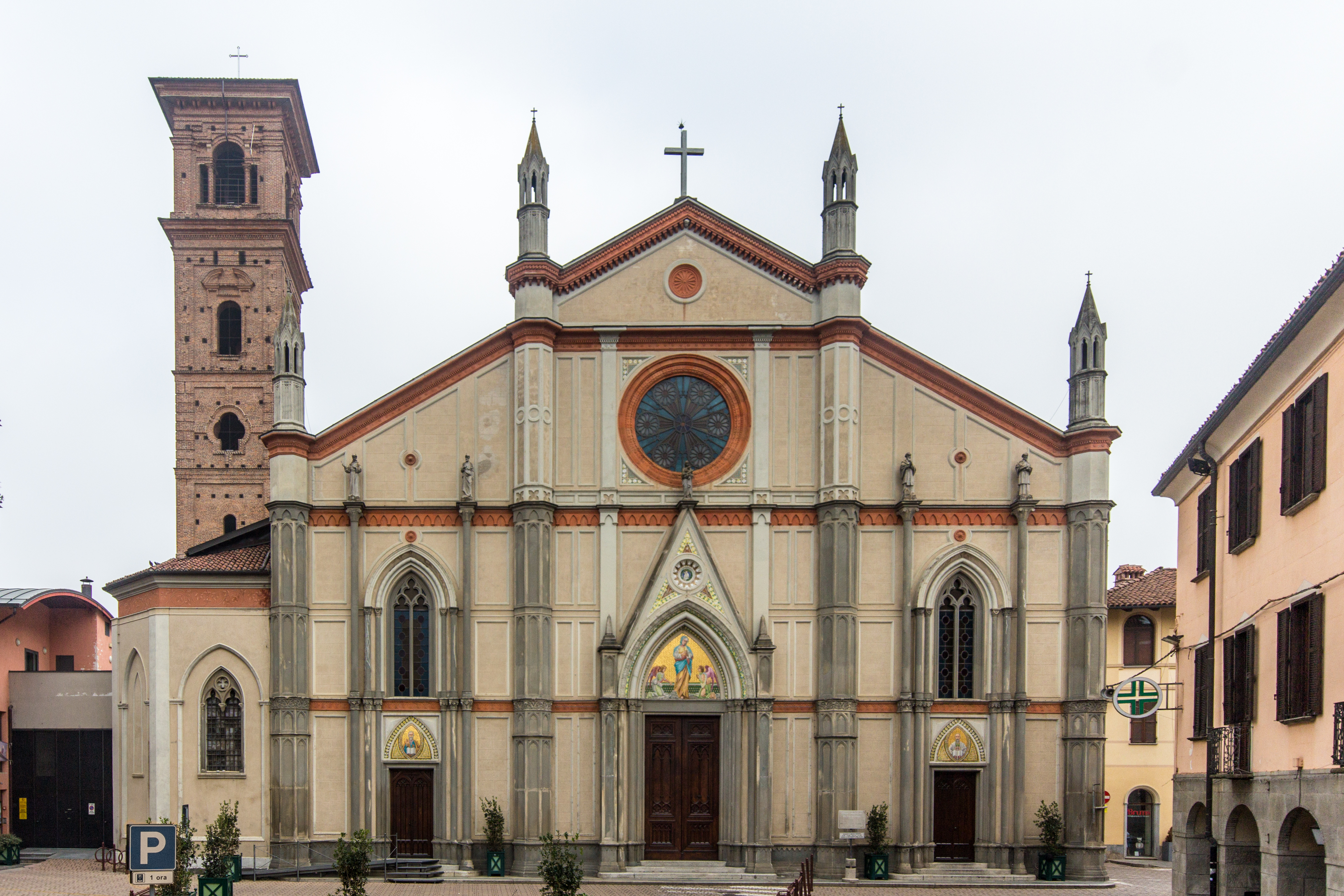
Església de sant Pere i sant Pau.

El 1690 la ciutat va ser ocupada pel general Catinat, que va devastar el territori, però el 1691 Víctor Amadeu II la va recuperar definitivament per al Ducat de Savoia. Carmagnola va patir una segona i més cruenta devastació el 13 de maig del 1799, quan els republicans francesos van saquejar el districte de Salsasio. El general Philibert Frassinet va manar incendiar Salsasio i els seus habitants van fugir o van ser assassinats.
Arribada la pau, les muralles es van enderrocar i la ciutat va poder dedicar-se plenament al conreu i al comerç relacionats amb el cànem.
Ja des del segle xv hi va haver una comunitat hebrea, que es dedicaven a la banca, l'orfebreria i al comerç de productes tèxtils. Vivien en el districte del Cherche, però en baixar la venda de cànem, al segle xix van emigrar cap a altres regions d'Itàlia.
Al llarg del segle XX la ciutat no ha parat d'expandir-se urbanísticament amb l'establiment de ciutadans que treballen en la propera metròpoli de Torí (a 25km).

## Demografia
Segons els estudis estadístics efectuats des del 1861, la població es va mantenir gairebé estable fins al 1961, data en què es va iniciar una tendència a l'augment; aquesta tendència es va frenar en la dècada del 1991 al 2000, però el creixement ha reprès amb força. El nombre d'habitants en 150 anys ha quedat més que doblat: els 12.664 habitants l'any 1861 als 28.563 del 2011.
En el darrer cens els estrangers residents a Carmagnola són 2.894, que fan un 9,9% de la població. Els principals països d'origen són: Romania 1.619, Marroc 500, Albània 183, Senegal 75, Xina 73, Perú 72, Índia 48 i Moldàvia 30.

## Economia
L'economia de la ciutat està actualment lligada als camp de la indústria pesant i la producció intensiva d'hortalisses i, en menor nombre, de cereals. Els terrenys que en el passat s'aprofitaven per al conreu del cànem han demostrat ser aptes per al conreu d'hortalisses. Però a Carmagnola no només es produeixen aliments sinó que també s'elaboren plats que es venen enllaunats fets amb: all porro,peperone i conill. Amb la pell d'aquest animal es fan barrets.
El sector industrial va créixer sobretot a partir del 1960, quan l'empresa FIAT va instal·lar una foneria, fet que va atreure molts immigrants del sud d'Itàlia. Les activitats industrials que prevalen avui dia són: la metal·lúrgia, l'electrònica, l'òptica, la química i l'alimentària. La proximitat del riu Po afavoreix la presència d'empreses que extreuen arena i grava, com a materials per la construcció.
El sector terciari està ben desenvolupat: hi ha diversos establiments bancaris, asseguradores i serveis en general.

## La carmagnola de la Revolució Francesa

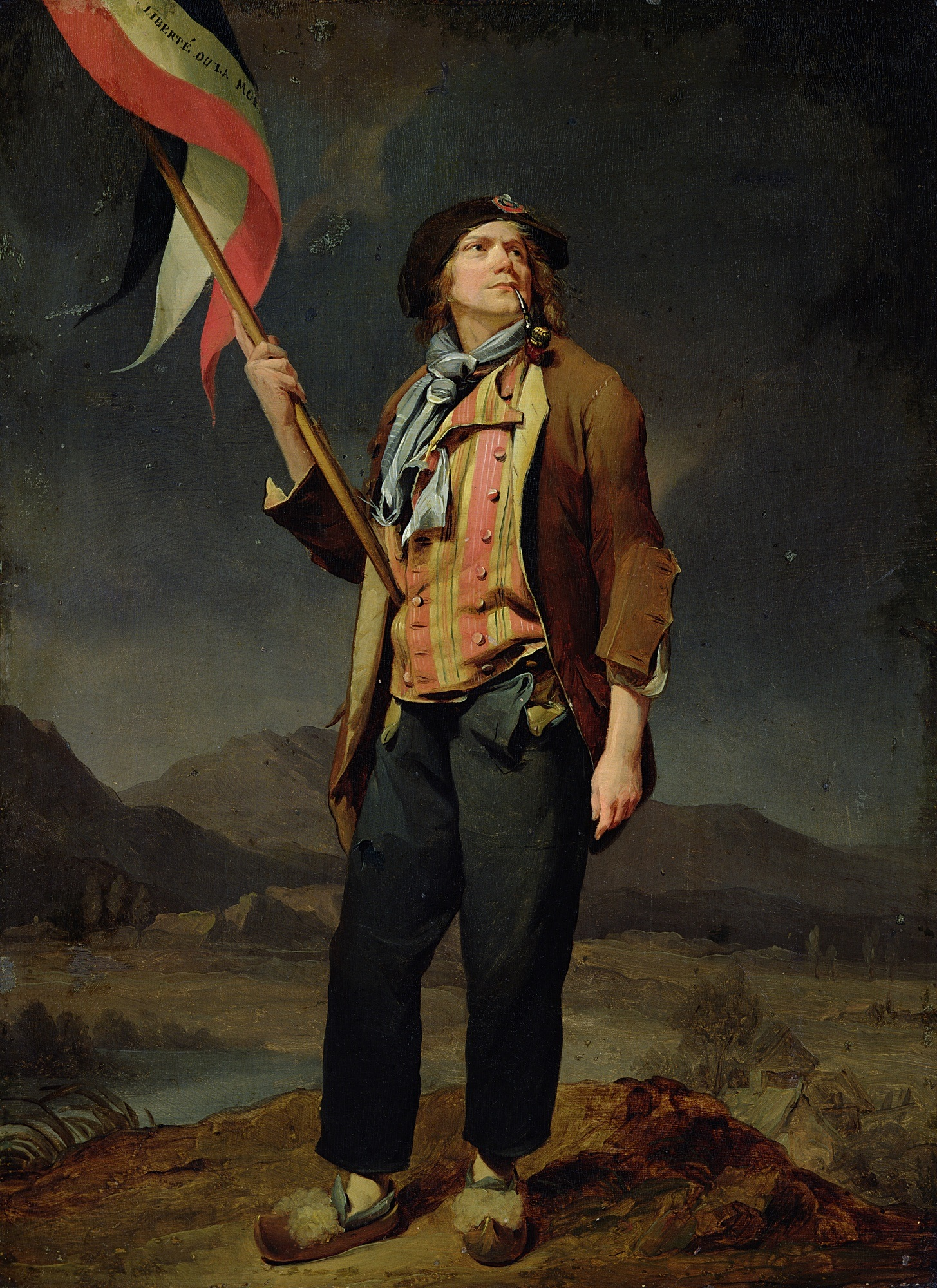
Un sans-culotte amb carmagnola marrona.

Durant l'època de la Revolució Francesa els productes fets amb cànem de Carmagnola eren molt populars entre la classe treballadora, fins i tot a França, on es va exportar el nom de la ciutat per nomenar la jaqueta típica dels sans-culottes. Al mateix temps es va posar de moda una cançó anomenada  la carmagnola (en francès escrit: carmagnole) que es va adoptar com a himne revolucionari perquè criticava el rei i sobretot la seva esposa Maria Antonieta (Madame Veto).

## Monuments i llocs d'interès
Edificis

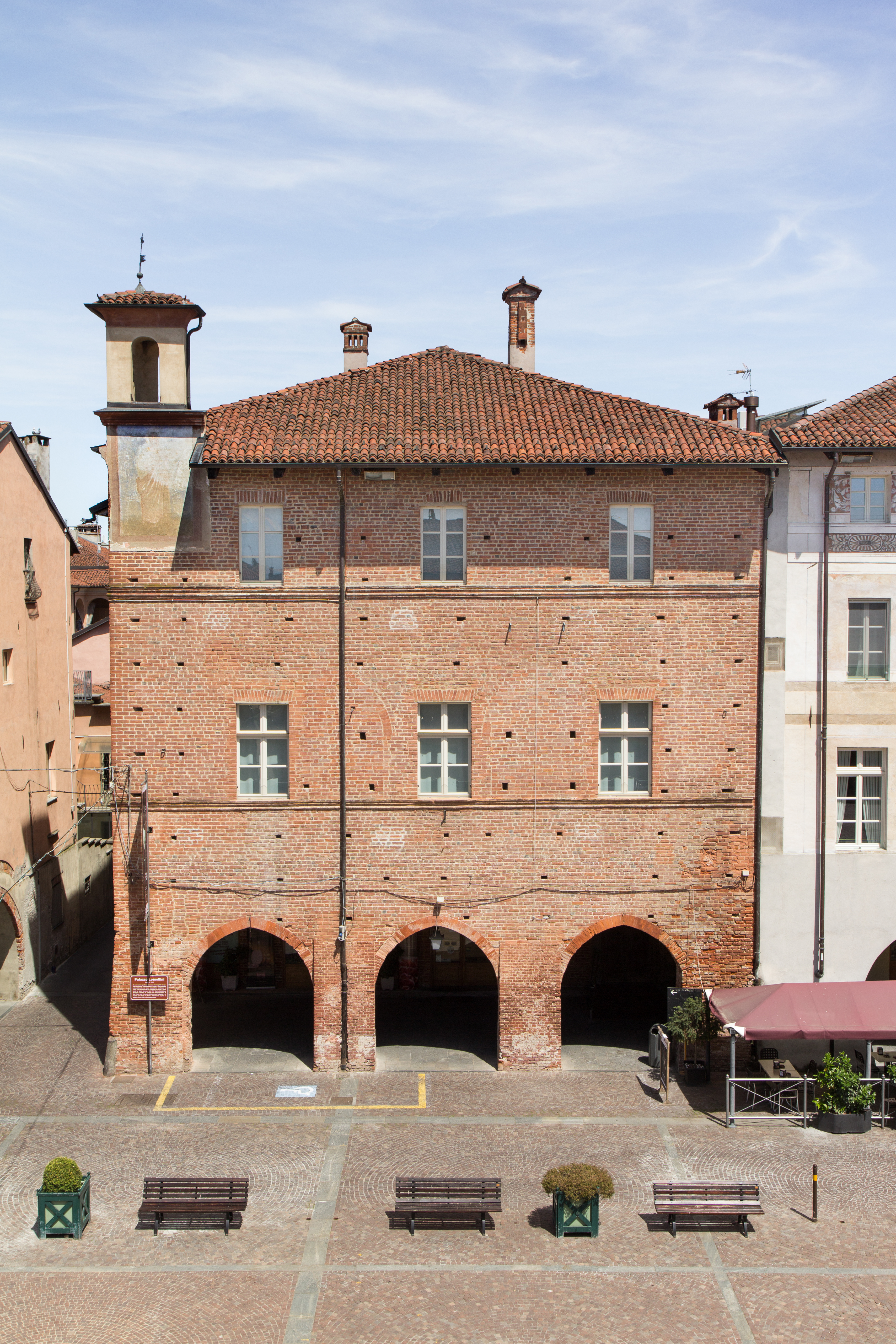
El palau Lomellini, actualment una galeria d'art modern.

- El castell, edificat al segle xiii, destruït i reconstruït diverses vegades; actualment allotja les oficines de l'ajuntament.
- L'abadia de Casanova, dedicada a la Mare de Déu.
- L'església col·legiada de sant Pere i sant Pau, construïda entre 1492 i 1514.
- L'església de la confraternitat de sant Roc.
- L'església de sant Felip Neri.
- L'església de sant Agustí.
- La sinagoga, un edifici del barroc.
- La casa Cavassa.
- El palau Lomellini, actualment una galeria d'art modern.
- La Casa delle Meridiane (o Casa Piano).
- La Casa Borioli.

Entitats culturals
- Museu d'Història Naturale; amb informació de tot el Piemont, situat al parc de la Cascina Vigna.
- Ecomuseu dels Treballs amb Cànem.
- Museu Naval.

## Esdeveniments culturals
- Fira del peperone. Se celebra anualment la darrera setmana d'agost i la primera de setembre; atreu uns 250.000 visitats. L'any 2010 Carmagnola va entrar en el llibre de rècords Guinness per la peperonata més gran del món[8]
- Mercat d'antiguitats (Mercantico). Se celebra el segon diumenge de cada mes excepte a l'agost.[9]
- Fira dedicada a la jardineria i l'horticultura (Ortoflora e natura), el primer cap de setmana d'abril.
- Fira de primavera, al mes de març, dedicada a l'exposició i venda de productes naturals.
- Festa nacional de l'avi, a mitjan setembre, dins el parc "Cascina Vigna", activitat que es va iniciar el 2003.
- "Carmagnola Jazz Festival"
- "Carmagnola Città d'Arte e Cultura"
- Concurs ornitològic nacional
- Fira regional de la carn bovina.

## Agermanaments
Carmagnola té relacions d'agermanament amb:
- Opatija (Croàcia)[10]
- Río Tercero (Argentina)[11]